# Copa Sudamericana 2012
Die Copa Sudamericana 2012 war die 11. Ausspielung des zweitwichtigsten südamerikanischen Fußballwettbewerbs für Vereinsmannschaften, der aufgrund des Sponsorings des Reifenherstellers Bridgestone auch unter der Bezeichnung „Copa Bridgestone Sudamericana“ firmierte. Es nahmen erstmals 47 Mannschaften aus den 10 Mitgliedsverbänden der CONMEBOL, einschließlich Titelverteidiger Universidad de Chile, teil. Argentinien stellte wie gehabt sechs und Brasilien acht Teilnehmer; die übrigen acht Länder diesmal jeweils vier Teilnehmer am Wettbewerb. Dieser wurde wie bisher in der zweiten Jahreshälfte ausgespielt.

## Modus
Wie im Vorjahr gab es vor dem Achtelfinale wieder zwei Runden. Allerdings starteten, durch die Erhöhung der Teilnehmerzahl, diesmal in der ersten Runde die acht Länder (mit Ausnahme Argentiniens und Brasiliens) mit ihren jeweils vier Mannschaften bereits komplett in der 1. Runde. Die Teilnehmer aus Argentinien und Brasilien starteten erst in der 2. Runde, Titelverteidiger Universidad de Chile erst im Achtelfinale. Der Wettbewerb wurde auch wie gehabt von der 1. Runde bis zum Finale im reinen K.-o.-System mit Hin- und Rückspiel ausgetragen. Bei Punkt- und Torgleichheit galt die Auswärtstorregel. War auch die Zahl der auswärts erzielten Tore gleich, folgte im Anschluss an das Rückspiel unmittelbar ein Elfmeterschießen. Im Finale galt die Auswärtstorregel nicht. Wäre dort nach Hin- und Rückspiel die Tordifferenz gleich gewesen, hätte es eine Verlängerung und erst danach ggf. ein Elfmeterschießen gegeben.

## 1. Runde
Teilnehmer waren je vier Mannschaften aus acht Ländern Südamerikas, mit Ausnahme der Teams aus Argentinien und Brasilien. Die Hinspiele fanden zwischen dem 24. Juli und 2. August, die Rückspiele zwischen dem 8. und 22. August 2012 statt.
|                      | Gesamt    |                        | Hinspiel | Rückspiel |
| -------------------- | --------- | ---------------------- | -------- | --------- |
| Danubio FC           | 1:2       | Olimpia Asunción       | 0:0      | 1:2       |
| Deportes Iquique     | 2:4       | Nacional Montevideo    | 2:0      | 0:4       |
| Club Blooming        | 1:4       | Universidad Católica   | 1:1      | 0:3       |
| Club Guaraní         | (a)2:2(a) | Oriente Petrolero      | 0:1      | 2:1       |
| Liverpool Montevideo | 5:1       | Club Universitario     | 3:0      | 2:1       |
| Club Aurora          | 2:1       | Cerro Largo FC         | 2:1      | 0:0       |
| Tacuary              | 2:3       | CD Cobreloa            | 0:1      | 2:2       |
| CD O’Higgins         | 3:7       | Club Cerro Porteño     | 3:3      | 0:4       |
| Inti Gas Deportes    | 0:3       | Millonarios FC         | 0:0      | 0:3       |
| CS Emelec            | 2:1       | Universidad San Martín | 1:0      | 1:1       |
| La Equidad           | 1:3       | AC Mineros de Guayana  | 0:1      | 1:2       |
| Deportivo Táchira FC | 1:5       | Barcelona SC Guayaquil | 0:0      | 1:5       |
| Deportes Tolima      | 3:1       | Deportivo Lara         | 3:1      | 0:0       |
| Deportivo Quito      | 4:2       | León de Huánuco        | 1:0      | 3:2       |
| Unión Comercio       | 0:2       | Envigado FC            | 0:0      | 0:2       |
| Monagas SC           | 2:6       | Liga de Loja           | 0:2      | 2:4       |

## 2. Runde
Für die 2. Runde qualifizierten sich die sechzehn Sieger der 1. Runde sowie die sechs Mannschaften aus Argentinien und acht Mannschaften aus Brasilien, wobei die Klubs aus diesen beiden Ländern jeweils separat gegeneinander antraten. Die Hinspiele fanden zwischen dem 1. und 29. August, die Rückspiele zwischen dem 24. August und 19. September 2012 statt.
|                       | Gesamt          |                        | Hinspiel | Rückspiel |
| --------------------- | --------------- | ---------------------- | -------- | --------- |
| Club Guaraní          | 3:4             | Millonarios FC         | 2:4      | 1:1       |
| EC Bahia              | 0:4             | FC São Paulo           | 0:2      | 0:2       |
| Envigado FC           | 1:2             | Liverpool Montevideo   | 1:1      | 0:1       |
| Argentinos Juniors    | 2:6             | CA Tigre               | 1:2      | 1:4       |
| AC Mineros de Guayana | 2:6             | Club Cerro Porteño     | 2:2      | 0:4       |
| Atlético Goianiense   | 2:2 (4:2 i. E.) | Figueirense FC         | 1:1      | 1:1       |
| Olimpia Asunción      | 0:1             | CS Emelec              | 0:1      | 0:0       |
| Grêmio Porto Alegre   | (a)3:3(a)       | Coritiba FC            | 1:0      | 2:3       |
| CD Cobreloa           | 3:4             | Barcelona SC Guayaquil | 0:0      | 3:4       |
| Universidad Católica  | (a)3:3(a)       | Deportes Tolima        | 2:0      | 1:3       |
| CA Colón              | 5:2             | Racing Avellaneda      | 3:1      | 2:1       |
| Deportivo Quito       | 5:2             | Club Aurora            | 2:1      | 3:1       |
| Boca Juniors          | (a)3:3(a)       | CA Independiente       | 3:3      | 0:0       |
| Liga de Loja          | (a)2:2(a)       | Nacional Montevideo    | 0:1      | 2:1       |
| Palmeiras São Paulo   | (a)3:3(a)       | Botafogo FR            | 2:0      | 1:3       |

## Achtelfinale
Für das Achtelfinale qualifizierten sich die 15 Sieger der 2. Runde und Titelverteidiger CF Universidad de Chile. Die Hinspiele fanden zwischen dem 25. und 27. September, die Rückspiele zwischen dem 24. und 27. Oktober 2012 statt.
|                         | Gesamt    |                      | Hinspiel | Rückspiel |
| ----------------------- | --------- | -------------------- | -------- | --------- |
| Palmeiras São Paulo     | 3:4       | Millonarios FC       | 3:1      | 0:3       |
| Liga de Loja            | (a)1:1(a) | FC São Paulo         | 1:1      | 0:0       |
| CA Independiente        | 4:2       | Liverpool Montevideo | 2:1      | 2:1       |
| Deportivo Quito         | 2:4       | CA Tigre             | 2:0      | 0:4       |
| CA Colón                | 2:4       | Club Cerro Porteño   | 1:2      | 1:2       |
| Universidad Católica    | (a)3:3(a) | Atlético Goianiense  | 2:0      | 1:3       |
| CF Universidad de Chile | 3:2       | CS Emelec            | 2:2      | 1:0       |
| Barcelona SC Guayaquil  | 1:3       | Grêmio Porto Alegre  | 0:1      | 1:2       |

## Viertelfinale
Die Hinspiele fanden am 31. Oktober, die Rückspiele am 7. November 2012 statt.
|                         | Gesamt |                      | Hinspiel | Rückspiel |
| ----------------------- | ------ | -------------------- | -------- | --------- |
| Grêmio Porto Alegre     | 2:3    | Millonarios FC       | 1:0      | 1:3       |
| CF Universidad de Chile | 0:7    | FC São Paulo         | 0:2      | 0:5       |
| CA Independiente        | 3:4    | Universidad Católica | 2:2      | 1:2       |
| Club Cerro Porteño      | 3:4    | CA Tigre             | 1:0      | 2:4       |

## Halbfinale
Die Hinspiele fanden am 21./22. November, die Rückspiele am 28./29. November 2012 statt.
|                      | Gesamt    |                | Hinspiel | Rückspiel |
| -------------------- | --------- | -------------- | -------- | --------- |
| Universidad Católica | (a)1:1(a) | FC São Paulo   | 1:1      | 0:0       |
| CA Tigre             | (a)1:1(a) | Millonarios FC | 0:0      | 1:1       |

## Finale

### Hinspiel
| CA Tigre                                                     | CA Tigre | FC São Paulo | FC São Paulo |
| ------------------------------------------------------------ | --- | --- | ------------ |
| CA Tigre                                                     | \| 5. Dezember 2012 in Buenos Aires, Argentinien (La Bombonera) \| \| Ergebnis: 0:0 \| \| Zuschauer: 19.000 \| \| Schiedsrichter: Antonio Arias ( Paraguay) \| | \| 5. Dezember 2012 in Buenos Aires, Argentinien (La Bombonera) \| \| Ergebnis: 0:0 \| \| Zuschauer: 19.000 \| \| Schiedsrichter: Antonio Arias ( Paraguay) \|              | FC São Paulo |
| CA Tigre                                                     | Damián Albil – Norberto Paparatto, Mariano Echeverría, Alejandro Donatti, Lucas Orban – Diego Ferreira, Ángel Gastón Díaz, Martín Galmarini , Ramiro Leone, Rubén Botta (87. Agustín Torassa) – Ezequiel Maggiolo (77. Diego Ftacla) Cheftrainer: Néstor Gorosito | Rogério Ceni – Rhodolfo, Paulo Miranda, Rafael Tolói, Bruno Cortez – Lucas Moura, Wellington, Denilson, Jádson (60. Cicero) – Osvaldo, Luís Fabiano Cheftrainer: Ney Franco | FC São Paulo |
| CA Tigre                                                     | Rubén Botta (71.), Norberto Paparatto (84.) | Rafael Tolói (53.), Rhodolfo (61.), Denilson (63.) | FC São Paulo |
| CA Tigre                                                     | Alejandro Donatti (15.) | Luis Fabiano (14.) | FC São Paulo |
| 5. Dezember 2012 in Buenos Aires, Argentinien (La Bombonera) | | |              |
| Ergebnis: 0:0                                                | | |              |
| Zuschauer: 19.000                                            | | |              |
| Schiedsrichter: Antonio Arias ( Paraguay)                    | | |              |

### Rückspiel
Das Rückspiel wurde in der Halbzeitpause beim Stand von 2:0 für FC São Paulo abgebrochen. Grund hierfür waren Schlägereien der Spieler auf dem Feld und später in den Umkleidekabinen. Néstor Gorosito, Trainer von CA Tigre, beschuldigte außerdem die brasilianischen Polizisten, die die Situation entschärfen sollten, seine Spieler geschlagen und mit Waffen bedroht zu haben. CA Tigre weigerte sich dann zur zweiten Halbzeit anzutreten. Das Spiel wurde trotz Proteste von der CONMEBOL zugunsten des FC São Paulo gewertet.
| FC São Paulo                                                   | FC São Paulo | CA Tigre | CA Tigre |
| -------------------------------------------------------------- | --- | --- | -------- |
| FC São Paulo                                                   | \| 12. Dezember 2012 in São Paulo, Brasilien (Estádio do Morumbi) \| \| Ergebnis: 2:0 (2:0) \| \| Zuschauer: 66.500 \| \| Schiedsrichter: Enrique Osses ( Chile) \|          | \| 12. Dezember 2012 in São Paulo, Brasilien (Estádio do Morumbi) \| \| Ergebnis: 2:0 (2:0) \| \| Zuschauer: 66.500 \| \| Schiedsrichter: Enrique Osses ( Chile) \|                                               | CA Tigre |
| FC São Paulo                                                   | Rogério Ceni – Paulo Miranda, Rafael Tolói, Rhodolfo, Bruno Cortez – Lucas Moura, Wellington, Denilson, Jádson – Osvaldo (45. Douglas), Willian José Cheftrainer: Ney Franco | Damián Albil – Erik Godoy, Norberto Paparatto, Mariano Echeverría, Lucas Orban – Diego Ferreira, Ángel Gastón Díaz, Martín Galmarini , Ramiro Leone, Rubén Botta – Ezequiel Maggiolo Cheftrainer: Néstor Gorosito | CA Tigre |
| FC São Paulo                                                   | 1:0 Lucas Moura (22.) 2:0 Osvaldo (28.) | | CA Tigre |
| FC São Paulo                                                   | Denílson (32.), Rogério Ceni (38.), Osvaldo (44.) | Martín Galmarini (34.), Erik Godoy (42.), Ángel Gastón Díaz (44.) | CA Tigre |
| FC São Paulo                                                   | Paulo Miranda (45.+2') | | CA Tigre |
| 12. Dezember 2012 in São Paulo, Brasilien (Estádio do Morumbi) | | |          |
| Ergebnis: 2:0 (2:0)                                            | | |          |
| Zuschauer: 66.500                                              | | |          |
| Schiedsrichter: Enrique Osses ( Chile)                         | | |          |

## Beste Torschützen
| Rang | Spieler         | Klub                      | Tore |
| ---- | --------------- | ------------------------- | ---- |
| 1    | Michael Ríos    | CD Universidad Católica   | 5    |
|      | Wason Rentería  | Millonarios FC            | 5    |
|      | Fábio Renato    | Liga de Loja              | 5    |
|      | Jonathan Fabbro | Club Cerro Porteño        | 5    |
|      | Carlos Núñez    | Liverpool FC (Montevideo) | 5    |
| 6    | Wilberto Cosme  | Millonarios FC            | 4    |
|      | Roberto Nanni   | Club Cerro Porteño        | 4    |
|      | Julio Bevacqua  | Deportivo Quito           | 4    |